# Cheumatopsyche alampeta
Cheumatopsyche alampeta là một loài Trichoptera trong họ Hydropsychidae. Chúng phân bố ở miền Australasia.